# Santa Prassede

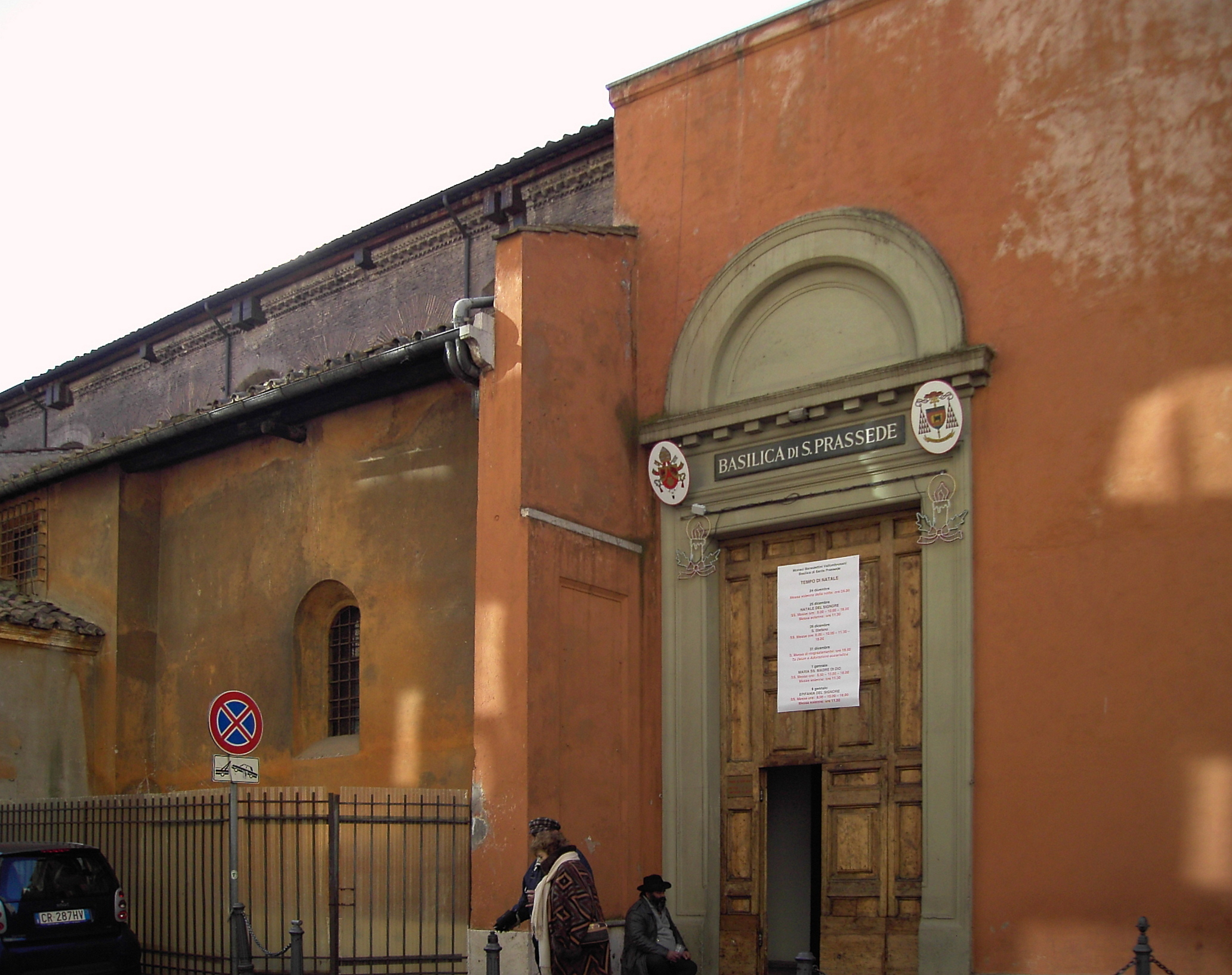
Seitenansicht der Kirche

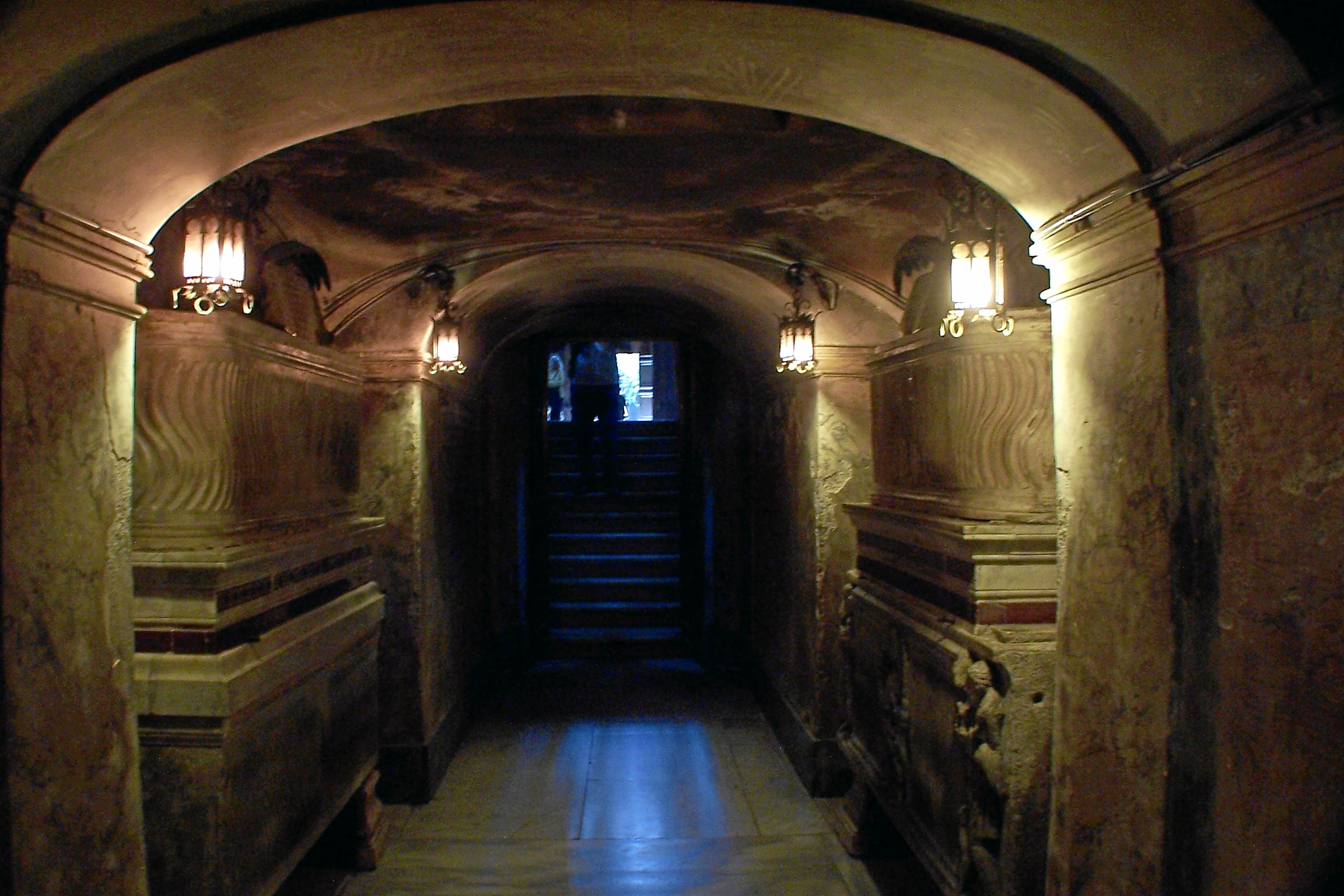
Krypta

Die Basilika Santa Prassede (lat. Sanctae Praxedis) ist eine frühmittelalterliche Titelkirche in Rom. Sie befindet sich in der Nähe der Kirche Santa Maria Maggiore auf dem Esquilin.

## Geschichte
Die erste Kirche an dieser Stelle wurde wohl im Auftrag von Papst Siricius (384 bis 399) erbaut. Möglicherweise gab es an dieser Stelle aber auch schon eine viel ältere Kirche, die von der Namensgeberin gestiftet wurde. Die erste gesicherte Erwähnung ist aus dem Jahre 489. Wohl schon unter Papst Hadrian I. gab es erhebliche Erweiterungen. Von 817 bis 824 ließ Papst Paschalis I. die Kirche von Grund auf neu errichten. Das Besondere ist, dass sich der Bau und die Ausstattung stark auf spätantike Kirchen und Mosaiken beziehen, was dem Zeitgeist der Epoche entspricht (Karolingische Renovatio).
Deshalb ist diese Kirche und ihre Ausstattung durchaus noch in den Übergang von der Spätantike zum Frühmittelalter einzuordnen. Außerdem ist Santa Prassede das bedeutendste Beispiel byzantinischer Kunst in Rom. Vorbild für den Bau war Alt St. Peter. Der vermutlich im 11. Jahrhundert über dem Kirchenschiff gebaute Glockenturm gilt als der älteste Glockenturm der Stadt. In den Jahren 1560 bis 1566 wurden einige Veränderungen vorgenommen, 1594 bis 1600 wurde die Kirche renoviert. Im 18. Jahrhundert wurden Krypta und Sanktuarium erneuert. Dennoch ist die Basilika in ihrer Grundstruktur unverändert geblieben.
Schutzheilige und Namensgeberin der Kirche ist die heilige Praxedis, der Zenokapelle wohl der heilige Zenon von Verona. Mehrere Päpste haben hier ihre letzte Ruhestätte gefunden (Coelestin I., Fabianus, Felix I., Pontianus, Urban I., die alle aus der Calixtus-Katakombe hierher umgebettet wurden; Paschalis I. wurde hingegen von hier nach St. Peter überführt).

## Bauwerk
Die Innenmaße betragen:
- Hauptschiff: Länge 36 m, Breite 14 m, Höhe 15 m

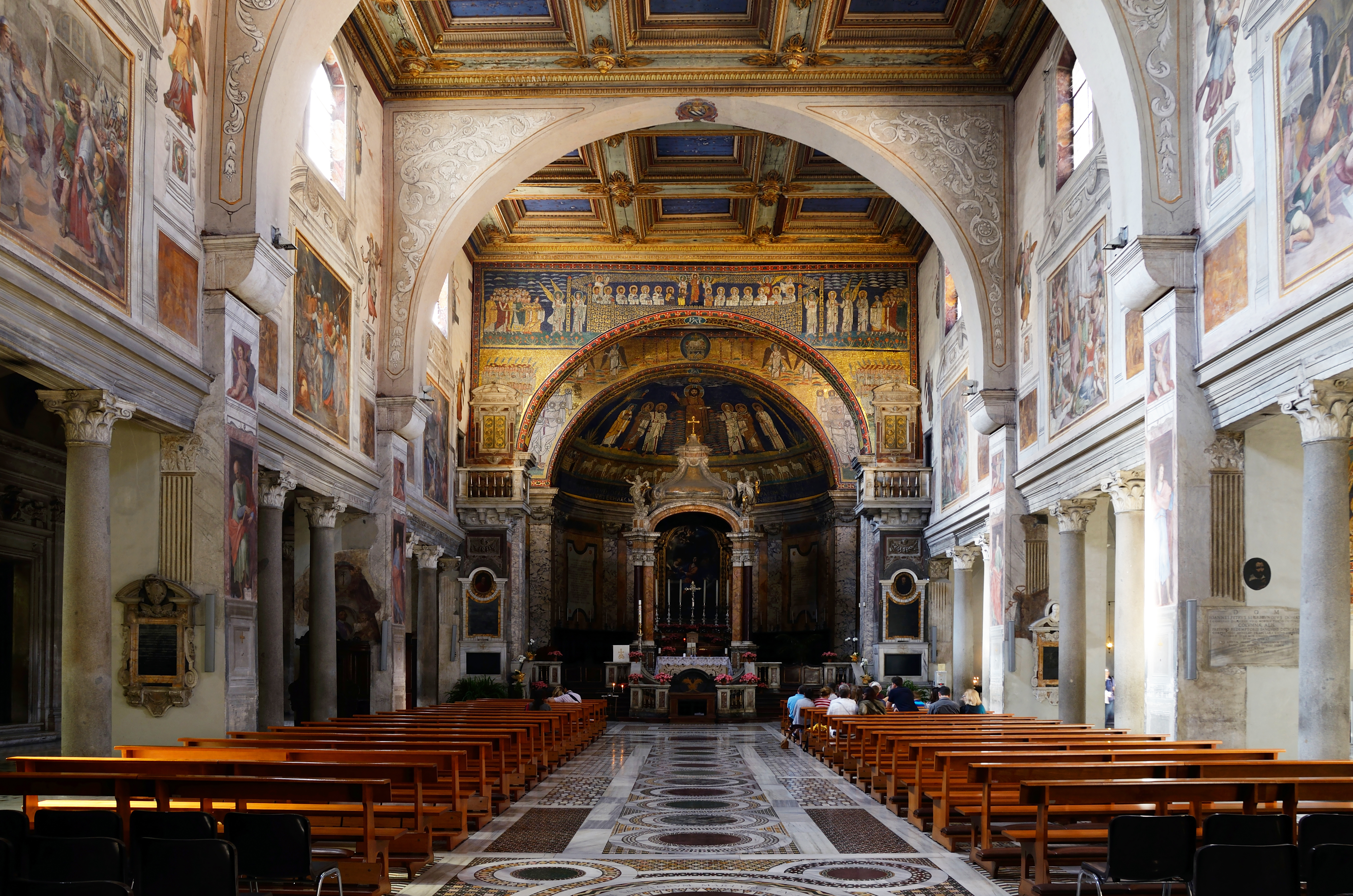
Innenraum, Blick auf Apsis und Triumphbogen

- Seitenschiffe je: Breite 5,5 m, Höhe 6 m
- Querschiff: Länge 30,5 m, Tiefe 6 m, Höhe 13 m
- Triumphbogen: Breite 10,5 m, Höhe 13 m
- Apsis: Breite 10,5 m, Tiefe 5 m, Höhe 11 m
- Gesamtlänge: 50 m

### Zeno-Kapelle
Auf der Ostseite ist die Zeno-Kapelle (Cappella di San Zenone) angebaut. Sie wurde in der Amtszeit des Papstes Paschalis errichtet und mit Mosaiken auf Goldgrund ausgestattet. Lange hielt man sie für die Grabkapelle seiner Mutter Theodora Episcopa, was heute nicht mehr als wahrscheinlich gilt. Die Kapelle wird zu den bedeutendsten Bauwerken des 9. Jahrhunderts in Rom gezählt.

## Mosaiken

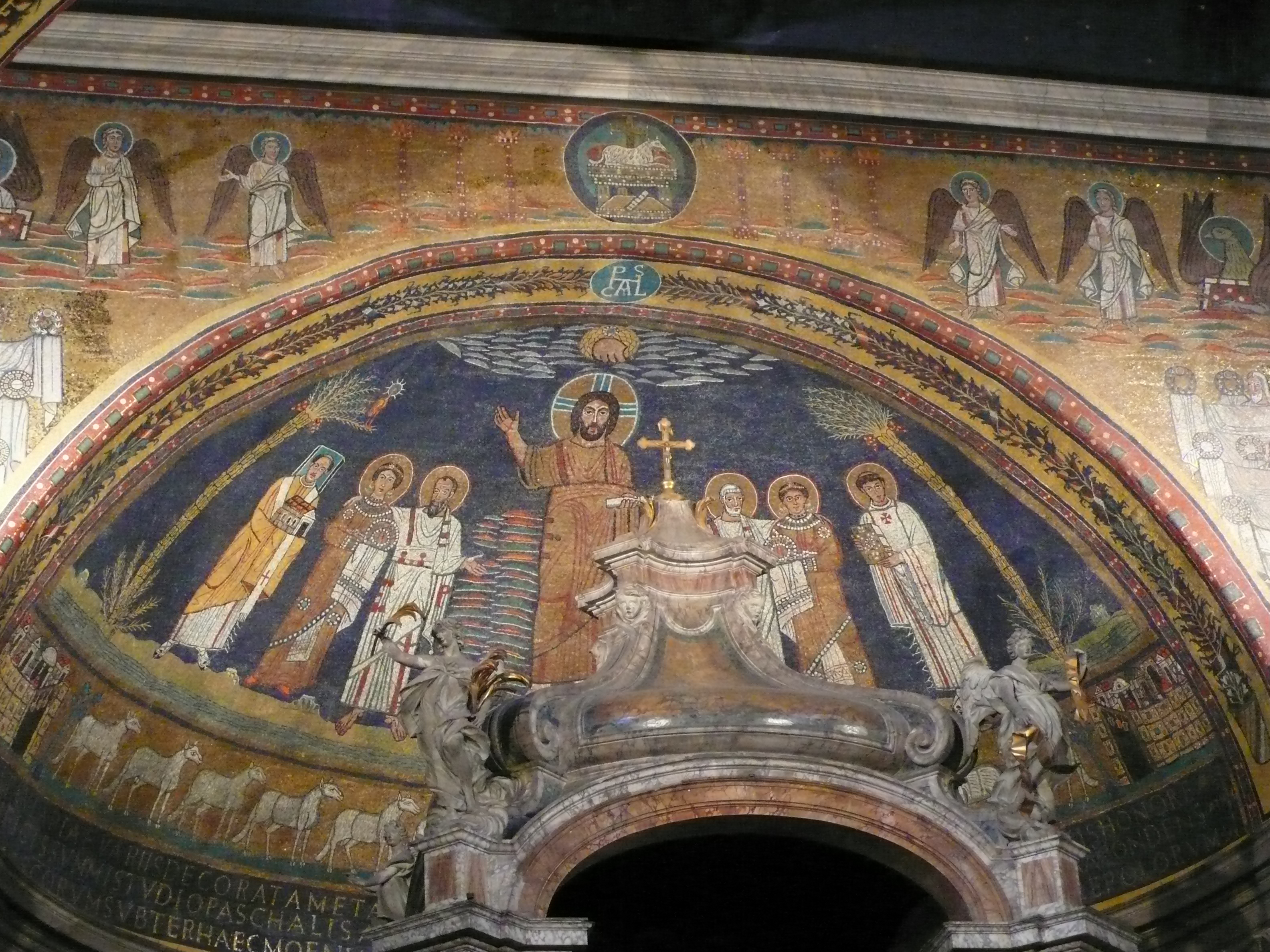
Apsismosaik

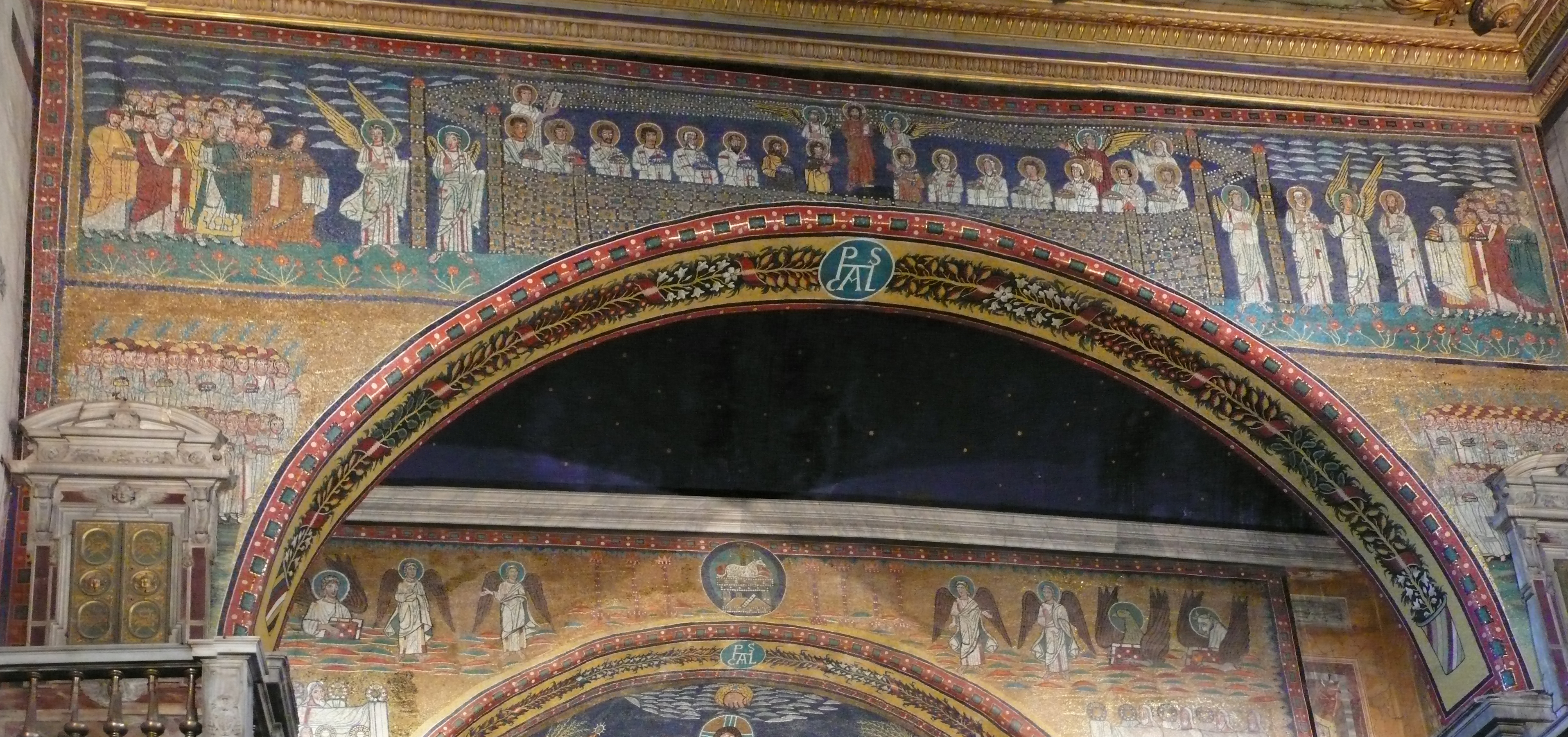
Triumphbogen

Ihre Berühmtheit verdankt Santa Prassede in erster Linie ihren Mosaiken, die noch heute unverändert zu sehen sind. Sowohl der Triumphbogen als auch die Apsis wurden mit meisterhaften Mosaiken geschmückt. Auf dem zentralen Mosaik der Apsis kann man Christus sehen, der von sechs Heiligen flankiert wird: Paschalis I. (mit dem quadratischen Nimbus des noch lebenden Getauften), Praxedis, Paulus auf der linken Seite, Petrus, Pudentiana und ein weiterer nicht bekannter Heiliger (möglicherweise Zenon) auf der rechten Seite. Über Christus schwebt die Hand Gottes. Auf der Stirnwand sind die vier apokalyptischen Wesen und die 24 Ältesten zu sehen. Der Triumphbogen zeigt das himmlische Jerusalem.
Auch in der Zenonkapelle sind Mosaiken zu sehen. Zentral über dem Eingang sind in einem Bogen Christus und je sechs seiner Jünger zu seinen Seiten angeordnet. Darunter ist ein weiterer Bogen, mit Maria in der zentralen Position, flankiert von je fünf Heiligen. Außerdem sind in den oberen Ecken zwei Propheten dargestellt, in den unteren zwei Päpste. In der Kuppel befindet sich ein Medaillon, das von vier Engeln getragen wird, mit Christus in der Mitte. An den Seiten sind einige Jünger und Heilige zu erkennen.
1987 wurden die Mosaiken restauriert und gereinigt.

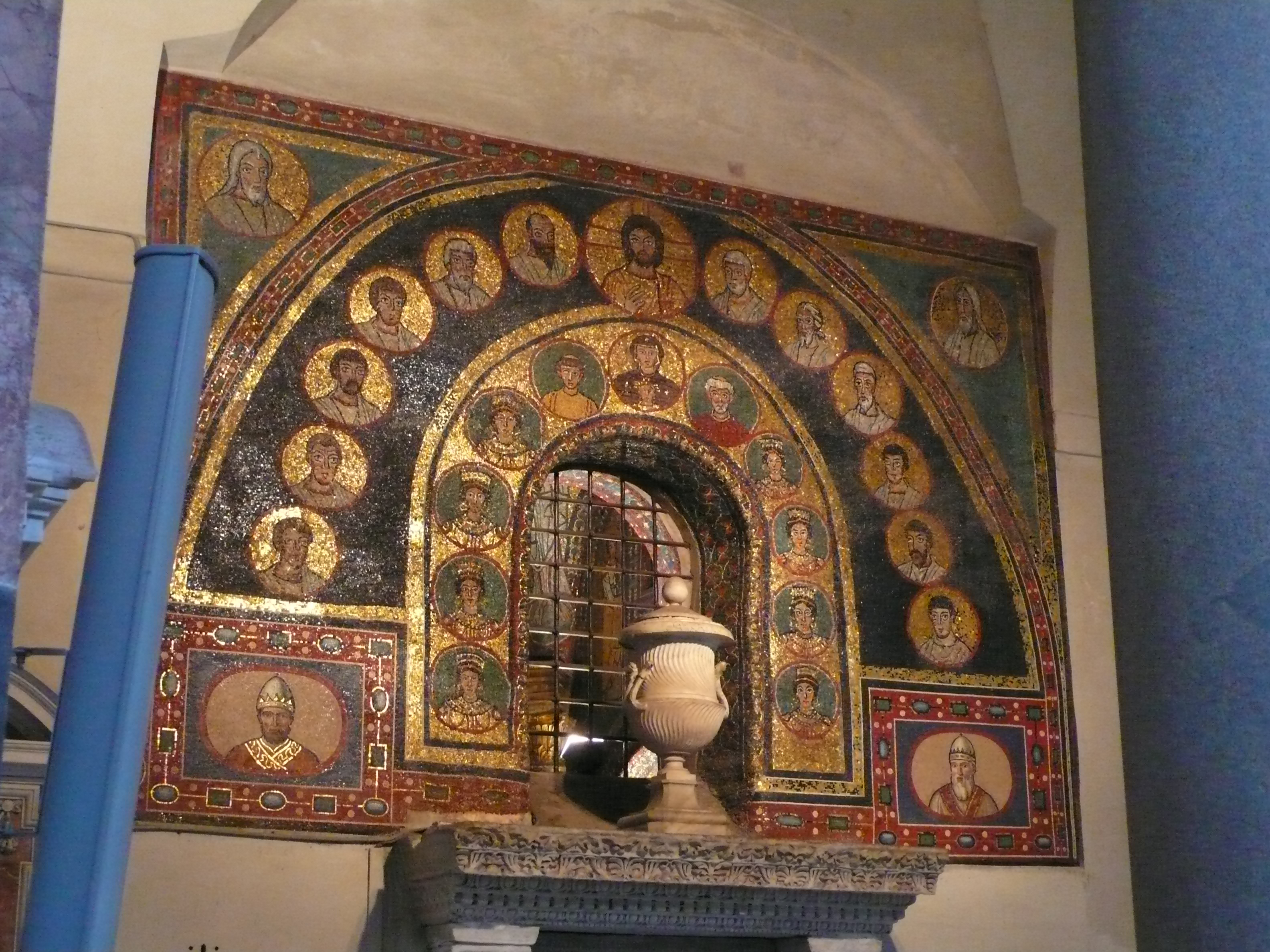
Mosaik über dem Eingang zur Zenonkapelle
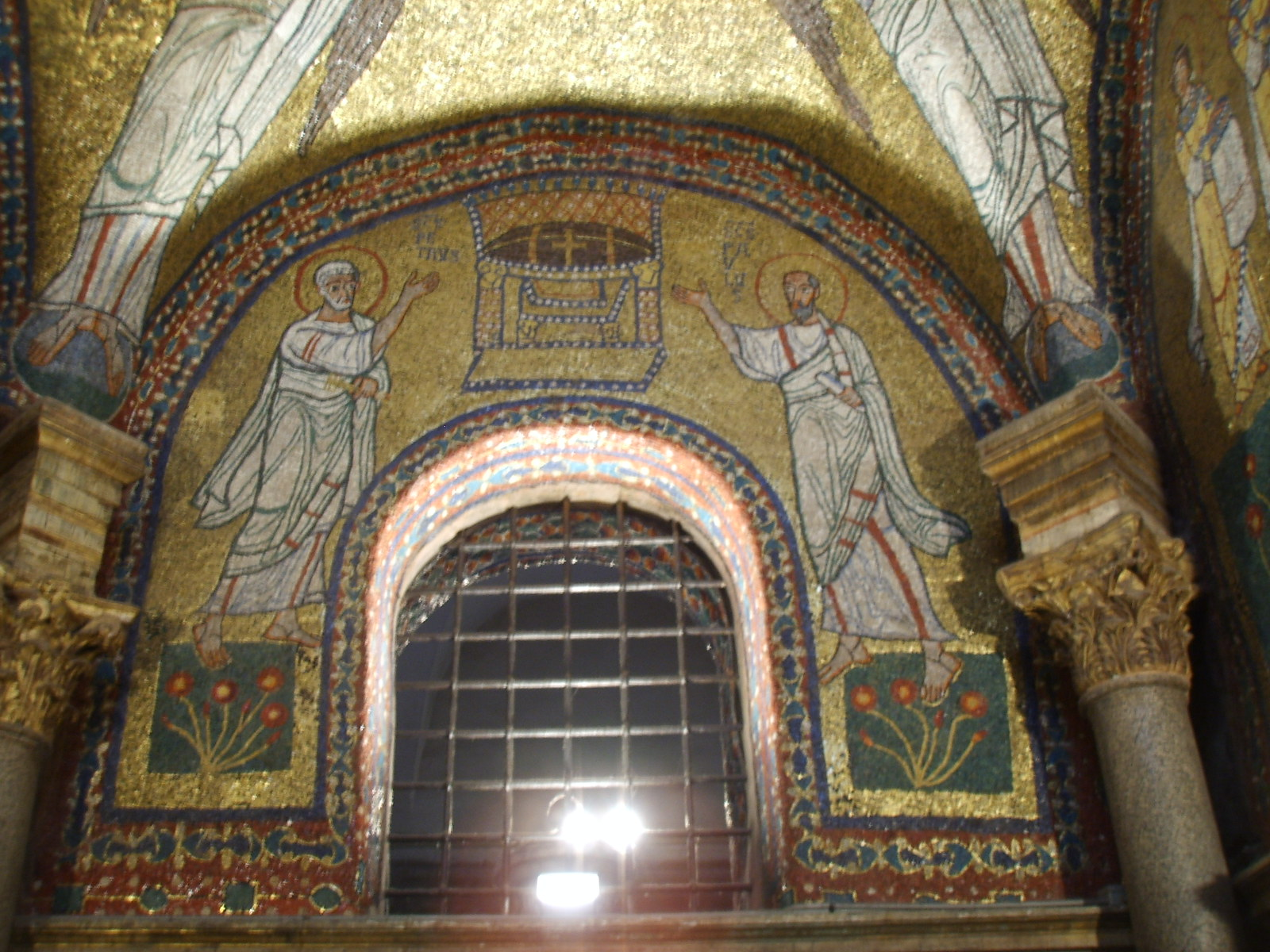
Zeno-Kapelle, Südwand
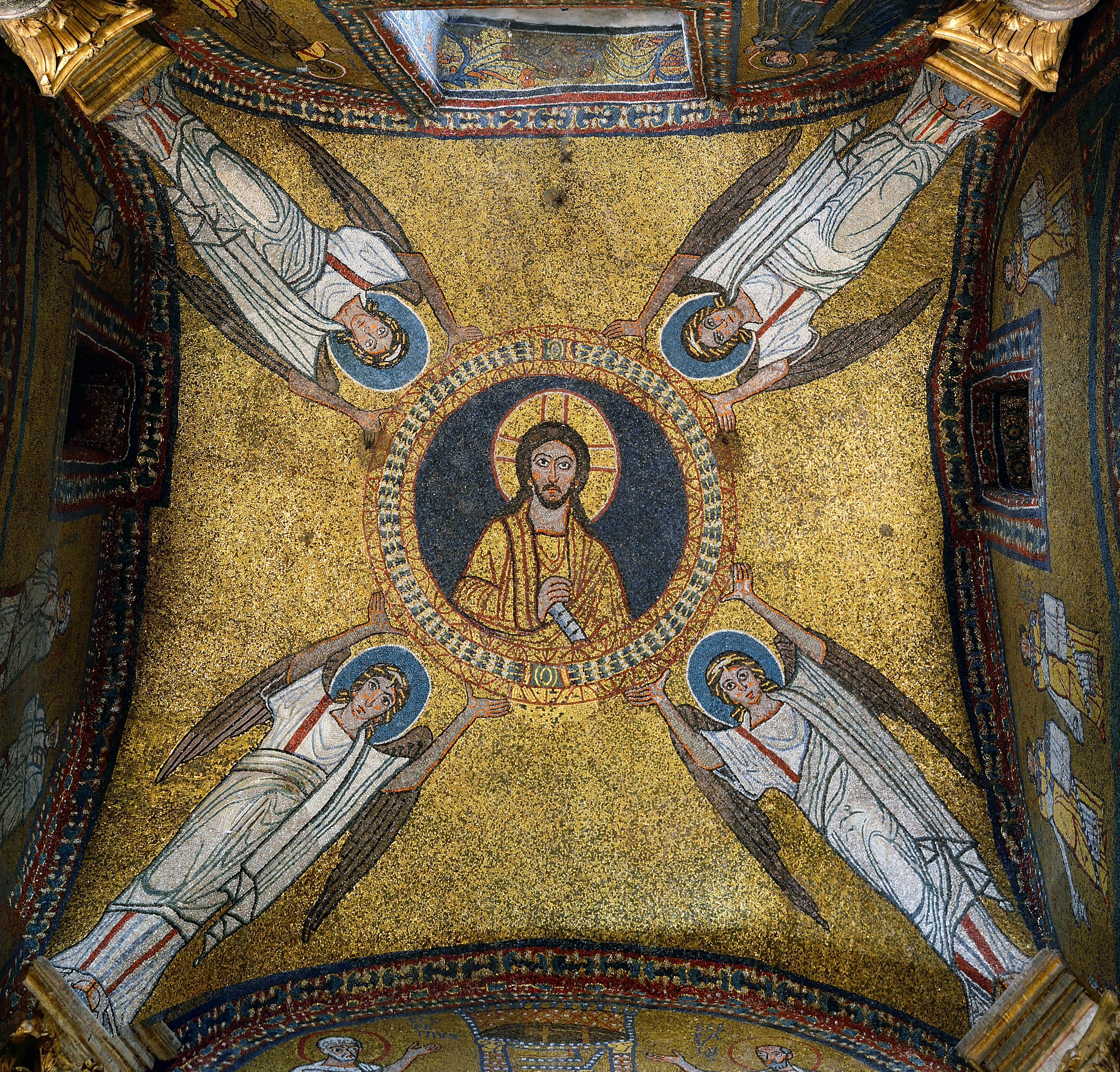
Kuppel der Zeno-Kapelle
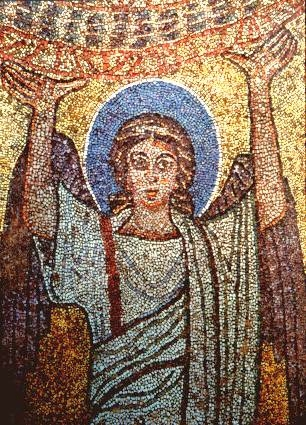
Engel in der Kuppel der Zeno-Kapelle
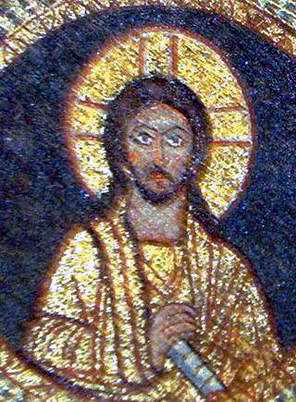
Christus in der Kuppel der Zeno-Kapelle
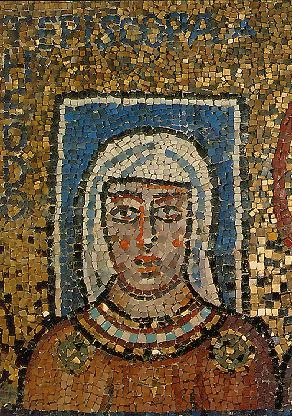
Zeno-Kapelle, rechte Seite: Theodora Episcopa, Mutter von Paschalis I.

## Reliquien

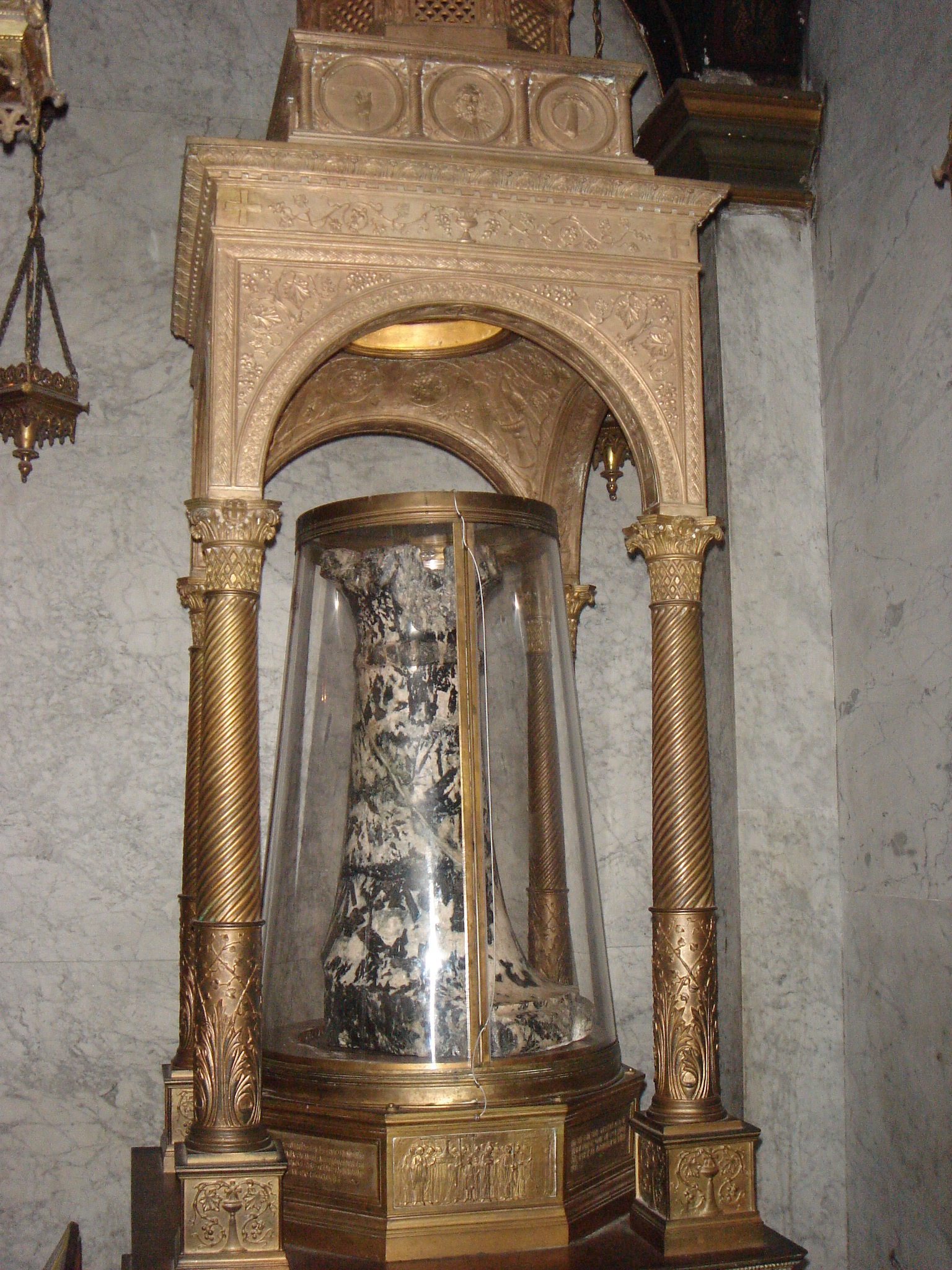
Die Geißelungssäule

In einem Nebenraum der Zeno-Kapelle befindet sich ein Säulenfragment, das von der Säule stammen soll, an der Jesus Christus gegeißelt wurde, die so genannte Geißelsäule. Diese wurde im Jahr 1223 von Kardinal Giovanni Colonna nach Rom gebracht.
Die Kirche beherbergt außerdem die Gebeine von etwa 2300 Märtyrern, die aus den Katakomben hierher gebracht wurden.

## Orgel
Auf der Seitenempore links des Hauptaltares befindet sich eine Orgel, die 1942 von der Orgelbaufirma Tamburini erbaut wurde. In dem Instrument wurde Pfeifenmaterial der Vorgängerorgel aus dem 18. Jahrhundert wiederverwendet. Die Orgel hat 26 Register auf zwei Manualen und Pedal. Die Trakturen sind elektrisch.
| I Hauptwerk        |       |
| Principal          | 16′   |
| Principal Forte    | 8′    |
| Principal Dolce    | 8′    |
| Dulciana           | 8′    |
| Flauto             | 8′    |
| Oktave             | 4′    |
| Flauto Ottavinante | 4′    |
| Quinte             | 2 ⁄3′ |
| XV                 | 2′    |
| Ripieno VI         |       |
| Trompete           | 8′    |

| II Schwellwerk    |       |
| Concerto di Viole | 8′    |
| Voce Celeste      | 8′    |
| Salicional        | 8′    |
| Gamba             | 8′    |
| Eufon             | 8′    |
| Bordon            | 8′    |
| Flauto Armonico   | 4′    |
| Flauto in XII     | 2 ⁄3′ |
| Oboe              | 8′    |
| Voce Corale       | 8′    |
| Tremolo           |       |

| Pedalwerk   |     |
| Subbass     | 16′ |
| Contrabbass | 16′ |
| Bordone     | 8′  |
| Basso       | 8′  |
| Ottava      | 4′  |

- Koppeln: Normalkoppeln, Sub- und Superoktavkoppeln (II/I, II/II, I/I, I/P, II/P)